# Illkirch-Graffenstaden
Illkirch-Graffenstaden (alzaško Schílige) je južno predmestje Strasbourga in občina v severovzhodnem francoskem departmaju Bas-Rhin regije Alzacije. Leta 1999 je naselje imelo 20.052 prebivalcev.

## Geografija
Naselje leži na vzhodnem bregu reke Ill južno od Strasbourga; je za Schiltigheimom njegovo drugo največje predmestje.

## Administracija
Illkirch-Graffenstaden je sedež istoimenskega kantona, v katerega sta poleg njegove vključeni še občini Lingolsheim in Ostwald. Kanton se nahaja v okrožju Strasbourg-Campagne.

## Zgodovina
Illkirch-Graffenstaden je bil ustanovljen v času Frankovskega cesarstva. Ime kraja se je večkrat spreminjalo: Ellofanum (720), Illechilechen (826), Illenkirche (845), Illekiriche (920), Illachirecha (1163), Illenkirchen (1172), nazadnje Illkirch.
Sosednje naselje - občina Graffenstaden je bilo priključenu Illkirchu v času francoske revolucije (med 1790 in 1794).

## Zanimivosti
- trg Place du Général de Gaulle s spomenikom mrtvim med vojno,
- utrdba Uhrich za časa nemške nadvlade (od francosko-pruske vojne do konca prve svetovne vojne, 1871-1918),
- bunker in druge obrambne konstrukcije vzdolž kanala Rona-Ren, v obdobju nemške okupacije (1940-1944).